# Erik Heijblok
Erik Heijblok (Den Oever, 29 juni 1977) is een Nederlandse voormalig voetbalkeeper. Van 2015 tot 2022 was hij als keeperstrainer actief in de jeugdopleiding van AFC Ajax. In 2022 werd hij doorgeschoven naar Jong Ajax.

## Clubvoetbal
Heijblok begon met voetballen bij amateurverenigingen als Wiron en HVV Hollandia. Hij debuteerde in het seizoen 2003/2004 in het betaald voetbal. Na jaren onder de lat te hebben gestaan bij HVV Hollandia in Hoorn, kreeg Heijblok een contract voor vier seizoenen aangeboden bij HFC Haarlem . In die vier seizoenen speelde hij 126 wedstrijden voor de club.

## Ajax
Nadat in mei 2007 bekend werd dat AFC Ajax Kenneth Vermeer met ingang van het seizoen 2007/2008 voor minstens één jaar ging verhuren aan Willem II, ging de club op zoek naar een nieuwe reservedoelman. Heijblok zette daarop zijn handtekening onder een verbintenis tot medio 2008. Hij werd derde doelman achter Maarten Stekelenburg en Dennis Gentenaar. Hij kreeg van Ajax-coach Henk ten Cate rugnummer 12. Voor Ajax speelde hij één wedstrijd, een KNVB bekerduel tegen Kozakken Boys.

## De Graafschap
Op 30 mei 2008 werd bekendgemaakt dat Heijblok een driejarig contract had getekend bij BV De Graafschap. Toenmalig trainer Henk van Stee verkoos hem daar als eerste doelman. Heijblok maakte zijn debuut voor De Graafschap op 30 augustus 2008 in een met 2-0 verloren wedstrijd tegen N.E.C..

## AZ
Na een jaar keepen voor De Graafschap tekende Heijblok op 24 juni 2009 bij AZ. Op 22 september van dat jaar maakte hij zijn debuut in de hoofdmacht in een bekerwedstrijd tegen Jong Ajax (2-0 winst), nadat Sergio Romero geblesseerd was uitgevallen. Hoewel Heijblok door de jaren heen geen enkele competitiewedstrijd speelde voor AZ, werd hij in 2013 door zijn "positieve inbreng" beloond met een nieuw eenjarig contract. Eind seizoen 2013/2014 mocht hij transfervrij vertrekken.

## FC Volendam
Heijblok speelde van juli tot en met september 2014 voor FC Volendam. Hij beëindigde op eigen initiatief zijn verblijf bij de club vanwege fysieke klachten, waarvan hij zelf vermoedde dat die werden veroorzaakt door het spelen op kunstgras.

## Statistieken
| Seizoen         | Club            | Land            | Competitie      | Duels | Goals |
| --------------- | --------------- | --------------- | --------------- | ----- | ----- |
| 2003/04         | HFC Haarlem     | Nederland       | Eerste Divisie  | 31    | 0     |
| 2004/05         | HFC Haarlem     | Nederland       | Eerste Divisie  | 27    | 0     |
| 2005/06         | HFC Haarlem     | Nederland       | Eerste Divisie  | 33    | 0     |
| 2006/07         | HFC Haarlem     | Nederland       | Eerste Divisie  | 35    | 0     |
| 2007/08         | AFC Ajax        | Nederland       | Eredivisie      | 0     | 0     |
| 2008/09         | De Graafschap   | Nederland       | Eredivisie      | 34    | 0     |
| 2009/10         | AZ              | Nederland       | Eredivisie      | 0     | 0     |
| 2010/11         | AZ              | Nederland       | Eredivisie      | 0     | 0     |
| 2011/12         | AZ              | Nederland       | Eredivisie      | 0     | 0     |
| 2012/13         | AZ              | Nederland       | Eredivisie      | 0     | 0     |
| 2013/14         | AZ              | Nederland       | Eredivisie      | 0     | 0     |
| 2014/15         | FC Volendam     | Nederland       | Eerste Divisie  | 2     | 0     |
| Carrière totaal | Carrière totaal | Carrière totaal | Carrière totaal | 163   | 0     |

## Erelijst
- Johan Cruijff Schaal: 2007
- Johan Cruijff Schaal: 2009
- KNVB beker: 2013